# Ла-Пуебла-де-Вальдавія
Ла-Пуебла-де-Вальдавія (ісп. La Puebla de Valdavia) — муніципалітет в Іспанії, у складі автономної спільноти Кастилія-і-Леон, у провінції Паленсія. Населення — 114 осіб (2010).
Муніципалітет розташований на відстані близько 260 км на північ від Мадрида, 70 км на північ від Паленсії.
На території муніципалітету розташовані такі населені пункти: (дані про населення за 2010 рік)
- Ла-Пуебла-де-Вальдавія: 78 осіб
- Ель-Барріо-де-ла-Пуебла: 36 осіб

## Демографія
Динаміка населення (INE ):

## Галерея зображень

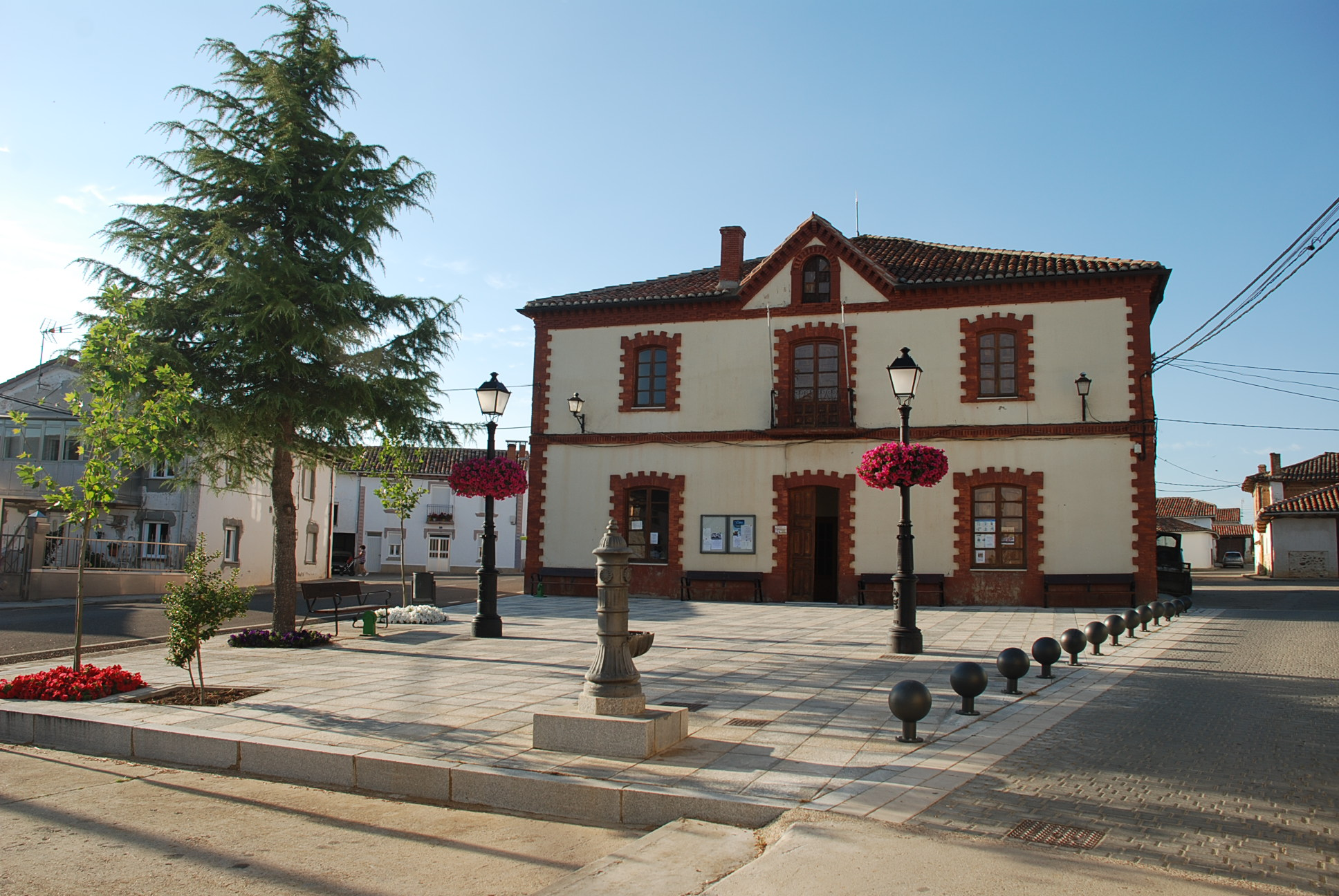
Муніципальна рада. Ла-Пуебла-де-Вальдавія